# Taenaris rosseliana
Taenaris rosseliana är en fjärilsart som beskrevs av Rothschild 1916. Taenaris rosseliana ingår i släktet Taenaris och familjen praktfjärilar. Inga underarter finns listade i Catalogue of Life.